# 馮小憐

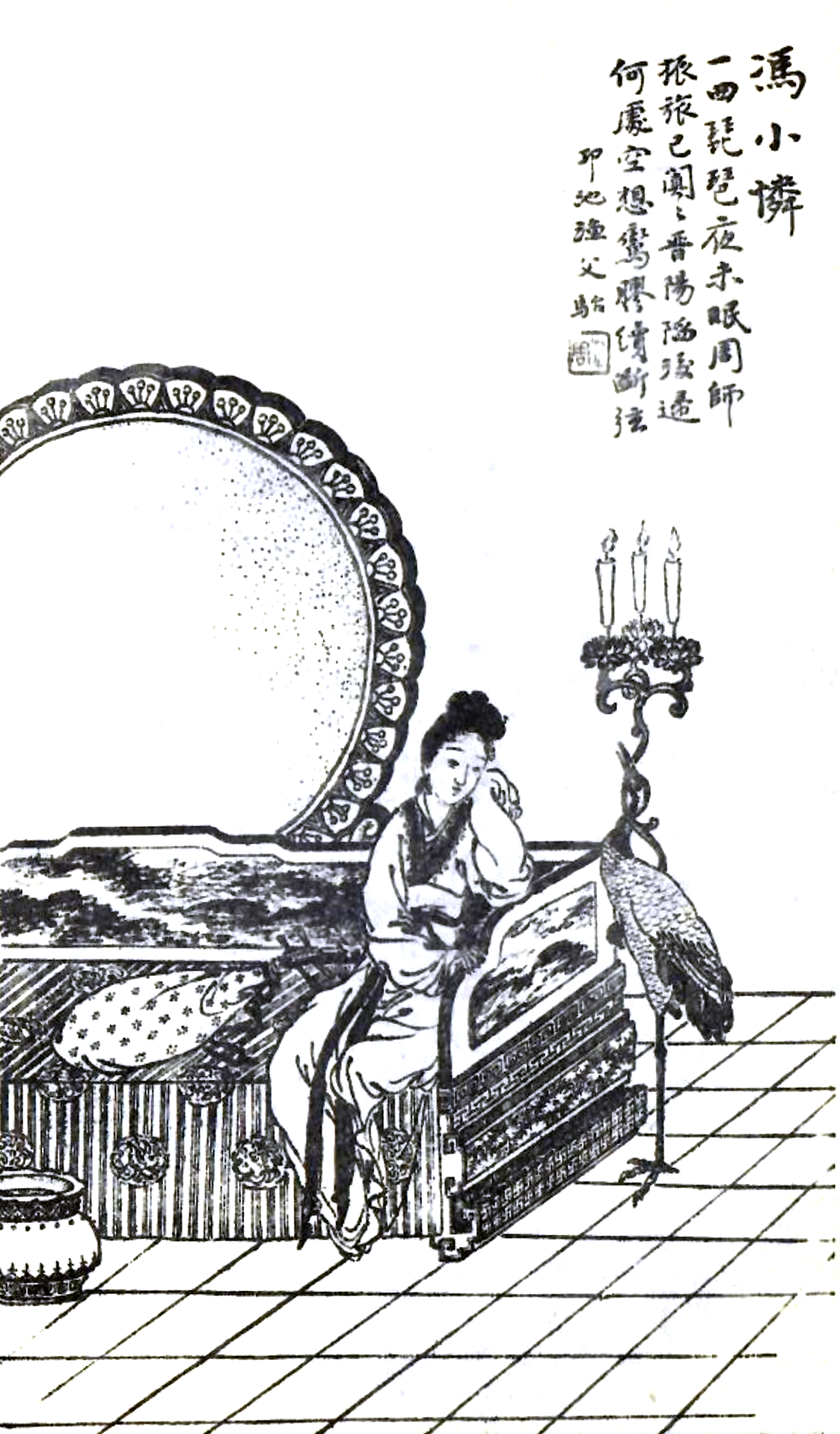
『美人百態畫譜』

馮 小憐（ふう  しょうれん、? - 581年）は、中国の北斉の後主高緯の左皇后。馮淑妃とも呼ばれる。
中国の歴史上、傾国の美女として知られる一人。『百美新詠図伝』では、歴朝で最も名高い美人百人に選ばれている。

## 生涯
元は皇后穆邪利の侍女であった。容貌が美しく、琵琶を初めとした音楽や舞踊の才能に優れていた。穆邪利は高緯の寵愛を失った後、端午の節句に高緯に小憐を献上し、「続命」を号した。後主は小憐を寵愛して「生でも死でも一緒にする」と誓いを立てた。淑妃となり、皇帝とともに同じ馬に乗ることとや同じ席に座ることが許される。
武平7年（576年）、高緯とともに狩りをするとき、北周軍の侵攻の報が届いた。しかし小憐は狩猟にふけった。もう一度狩りをするよう願いを出して許可された。高緯は小憐を左皇后にしようとしたため、皇后翟衣を持ってくるように人々に命じた。また小憐と共に観戦する。しかしその時は斉軍は周軍の攻撃によりちょっと後退する。高緯と小憐は慌てて逃げようとした。張常山らは固く諫めた。高緯は耳を貸さず、小憐とともに鄴に逃げる。その後、再び青州に逃げたが、途中で北周軍に生け捕られ、長安に連行された。
高緯は小憐を返すようにお願い、北周の武帝は「老婆に過ぎない、どうしてあなたにそれをあげられないのですか？」と言ってその願いを聞き入れた。建徳6年（577年）、高緯は殺害された後、小憐は武帝から代王宇文逹に下賜されてその側室となった。宇文逹に深く寵愛を受け、讒言を行ってほとんど宇文逹の妃李氏を死なせる。一方、前夫のことを忘れることはなく、琵琶を奏するときに過去に高緯と付き合っている様子を懐かしむ詩句を詠んだ（下記）。
開皇元年（581年）、楊堅は皇帝に即位し、宇文逹を含む北周の皇族の宇文氏一門を皆殺しにした。これにより、小憐は寡婦となり李氏の兄である李詢に与えられるも、娘の李氏の横死の引き金となった小憐を李詢の母は嫌悪した。小憐は即座に自害を命じられた。

## 馮小憐の詩
| 感琵琶弦断贈宇王達 | 感琵琶弦断贈宇王達             | 感琵琶弦断贈宇王達 |
| 原文               | 現代語訳                       |                    |
| ------------------ | ------------------------------ | ------------------ |
| 雖蒙今日寵         | 今日の寵愛を受けているが       |                    |
| 犹憶昔日怜         | 昔の哀れみを思い出す           |                    |
| 欲知心断絶         | 苦しい心を知りたいなら         |                    |
| 應看膝上弦         | 膝の上の琵琶の弦を見てください |                    |

## 伝承
傾国の美女とされている。唐の時代の詩人の李商隠が作ったの詩の中に「小憐玉体横陳夜、已報周師入晋陽（小憐の美しい体が横になったその夜、北周の侵攻によって晋陽城落城の報が既に届いた）」とある。 後世の伝承では、体の曲線が非常に麗しく、体の温度は寒い冬では烈火の如くに暖かく、暑い夏では玉のようにひんやりしている。後主は自分だけでは楽しめないと思い、そこで小憐に命じて裸で机の上に寝かせて大臣たちを招集して共に彼女の美貌を見物する。

## 伝記資料
- 『北史』巻14 列伝第2